# Bartlehiem
Bartlehiem est un hameau situé pour la plus grande partie dans la commune néerlandaise de Tytsjerksteradiel, situé dans la province de Frise. Partiellement, le hameau est également situé dans les communes de Leeuwarden et Noardeast-Fryslân. Le hameau compte environ 70 habitants.

## Géographie
Le hameau est situé à 10 km au nord de Leeuwarden, entre Wyns et Burdaard.

## Sport
Bartlehiem est surtout connu pour former un important carrefour dans l'Elfstedentocht, où les patineurs passent deux fois.